# Arroyo Guaviyú (Arroyo Tres Cruces Grande)
Der Arroyo Guaviyú ist ein Fluss im Norden Uruguays.
Er entspringt auf dem Gebiet des Departamento Artigas in der Cuchilla Yacaré Cururú einige Kilometer südöstlich von Topador. Von dort fließt er in südliche bis südwestliche Richtung. Er mündet schließlich als rechtsseitiger Nebenfluss in den Arroyo Tres Cruces Grande.